# L'Histoire du cinéma français par ceux qui l'ont fait
L'Histoire du cinéma français par ceux qui l'ont fait est une mini-série documentaire française en 13 épisodes réalisée par Armand Panigel, retraçant l'histoire du cinéma français depuis les origines du cinéma muet jusqu'à la Nouvelle Vague.
Elle est diffusée à partir du 16 septembre 1974 sur la Troisième chaîne couleur de l'ORTF puis sur TF1. Par la suite, elle est rediffusée sur TF1 en 1981 avec deux premiers épisodes supplémentaires puis, en 1995 et en 1996 sur La Cinquième.
L'émission est produite à partir d'une centaine d'interviews de cinéastes, producteurs et comédiens, réalisés durant une année ce qui nécessite plus deux ans de préparation, ces entretiens étant entrecoupés et illustrés par de nombreux extraits de films.

## Épisodes
| N° | Titre                                                           | Première diffusion | Chaîne                             |
| -- | --------------------------------------------------------------- | ------------------ | ---------------------------------- |
| 1  | Le premier âge du cinéma français (1895–1914)                   | 5 août 1981        | TF1                                |
| 2  | L’âge d’or du film muet (1915–1928)                             | 6 août 1981        | TF1                                |
| 3  | Naissance du parlant (1928–1930)                                | 16 septembre 1974  | Troisième chaîne couleur de l'ORTF |
| 4  | 100 % parlants et chantants (1930–1933)                         | 21 octobre 1974    | Troisième chaîne couleur de l'ORTF |
| 5  | Premiers classiques du parlant français (1933–1935)             | 18 novembre 1974   | Troisième chaîne couleur de l'ORTF |
| 6  | L'imagination et le Front populaire au pouvoir ! (1935–1936)    | 17 janvier 1975    | TF1                                |
| 7  | Vers le réalisme poétique (1936–1938)                           | 14 février 1975    | TF1                                |
| 8  | De Munich à la « drôle de guerre » (1938–1939)                  | 3 mars 1975        | TF1                                |
| 9  | Les grandes illusions (1939–1942)                               | 7 avril 1975       | TF1                                |
| 10 | Un art classique sous la Libération et l’Occupation (1942–1944) | 5 mai 1975         | TF1                                |
| 11 | Une certaine tradition de qualité (1945–1955)                   | 2 juin 1975        | TF1                                |
| 12 | Tu n’as rien vu à Hiroshima ! (1956–1961)                       | 7 juillet 1975     | TF1                                |
| 13 | Le désordre et après… (1961–1966)                               | 25 août 1975       | TF1                                |

## Liens connexes
- Au Cinéma ce soir
- Armand Panigel
- Ciné-club (émission de télévision)
- Monsieur Cinéma
- Cinéma de minuit
- Cinéma sans visa